# Vzpomínka
Vzpomínka je vybavený paměťový vtisk, oživující minulý zážitek. Vzpomínky nikdy nejsou přesným zachycením prožité reality, vždy jsou do určité míry přetvářeny vlivem zapomínání. Vyvolaná vzpomínka se pojí s určitým citovým doprovodem, který vzniká v okamžiku vytvoření paměťového vtisku, ale zároveň se mění i v závislosti na emočním rozpoložení v okamžiku vybavení.
V některých případech může být vzpomínka zcela smyšlená bez vědomí vzpomínajícího, pak se označuje jako falešná vzpomínka. Přesto lidé často věří klamným vzpomínkám.